# Tadeusz Groszkowski

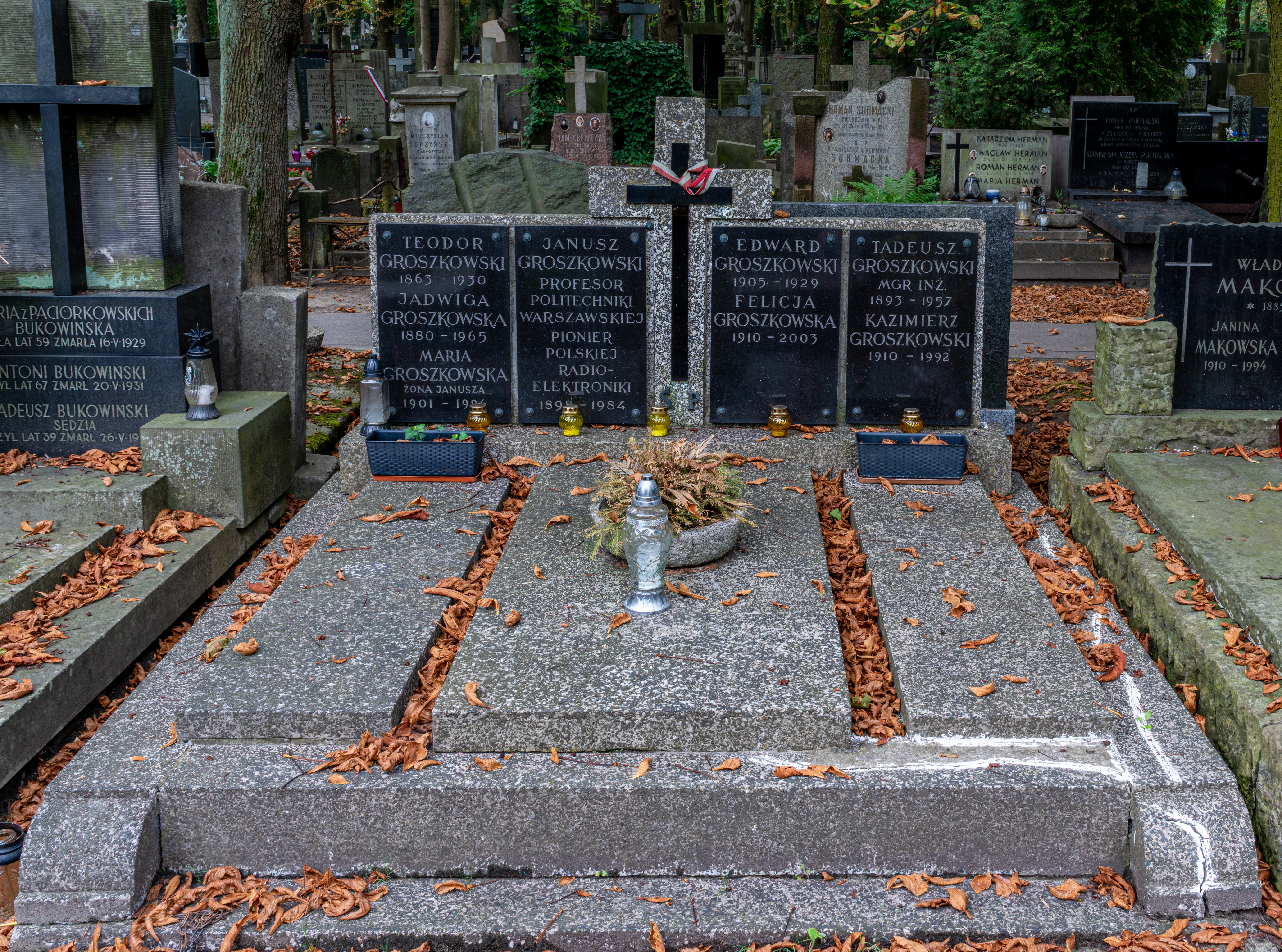
Grób Tadeusza Groszkowskiego na Cmentarzu powązkowskim w Warszawie

Tadeusz Groszkowski (ur. 1893, zm. 13 grudnia 1957) – polski piłkarz reprezentujący Polonię Warszawa występujący na pozycji napastnika. Był uczestnikiem pierwszego w historii meczu przeciwko drużynie Korony Warszawa. W barwach Polonii rozegrał łącznie 9 spotkań. Czterokrotnie wystąpił w reprezentacji Warszawy. W 1918 został zawodnikiem Korony Warszawa. Został pochowany na cmentarzu Powązkowskim (kwatera 100, rząd 2, grób 12 i 13).